# مورين موديسلي
مورين موديسلي (بالإنجليزية: Maureen Modiselle)‏ (و. 1941 – م)هي سياسية من جنوب أفريقيا .
وهي عضوة في المؤتمر الوطني الأفريقي .

## التعليم
تعلمت في جامعة تورنتو.